# 丹容量表

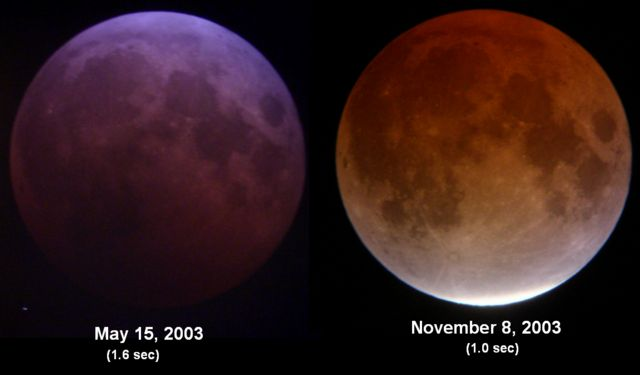
2003年的兩次月全食在丹戎量表上的評量值，分別大約是L=2（左）和L=4（右）。

丹戎量表是用於測量月全食期間月球的外觀和亮度的量表，共分成五個級別。它是由丹戎在1921年提出的，當時假設月全食的月球亮度與太陽週期有關。月食在量表上的評級傳統上用字母L表示。

## 量表
量表的定義如下：
| L 值 | 說明                                                             |
| ---- | ---------------------------------------------------------------- |
| 0    | 非常暗的月食，月球幾乎看不見，尤其是在食甚的時候。               |
| 1    | 黑暗的月食，表面帶灰色或棕色，月面的細節必須很仔細觀察才能分辨。 |
| 2    | 深紅或暗紅色的月食，本影中央特別黑暗，而本影邊緣相對顯得明亮。   |
| 3    | 磚紅色的月食，本影的邊緣明亮或帶黃色。                           |
| 4    | 非常明亮的紅銅色或橘色的月食，本影帶有藍色，邊緣非常明亮。       |

## L值的測量
丹容值的測量最好是在接近食甚的時候以肉眼來進行。量度是非常主觀的，不同的觀測者可能會測得不同的數值，而且月球表面的不同地區也會有不同的丹容值，這往往取決於它們至地球本影中心的距離。

## 影響L值的因素
有許多因素都會影響月全食的月球外觀。月球經過地球本影的路徑至關重要，但是當時的地球大氣層狀況也很重要。地球的影子在月食的期間阻止了光線直接照射到月球表面，但地球大氣層的折射會提供一些紅色的光進入地球的影子內。
食甚時能折射進入地球影子中的光線受到一些因素的影響。火山爆發是最重要的一個因素－爆發會使大量的火山灰進入空氣中，使之後幾年的月食非常黑暗，或是深紅色的月食。皮納圖博火山在1991年6月的噴發，對1992年12月9日的月全食影響就非常明顯，許多觀測者對其評級的值都為{\displaystyle L=0}。
有人認為太陽週期對月食的黑暗程度也有影響。

## 外部連結
- https://web.archive.org/web/20050823095028/http://sunearth.gsfc.nasa.gov/eclipse/OH/Danjon.html